# De geestelijke ladder

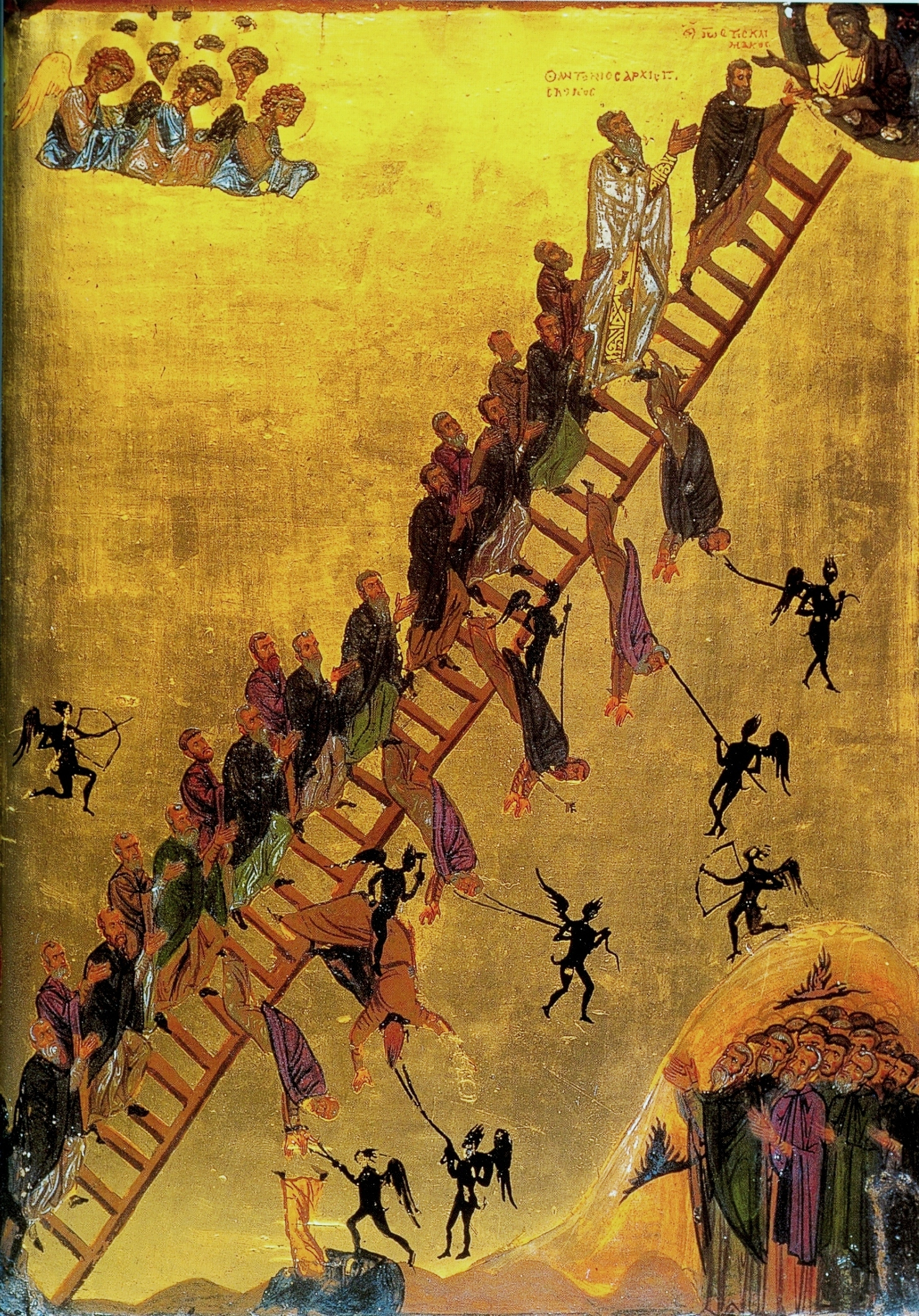
12-eeuwse voorstelling in het Sint-Catharinaklooster in de Sinaï

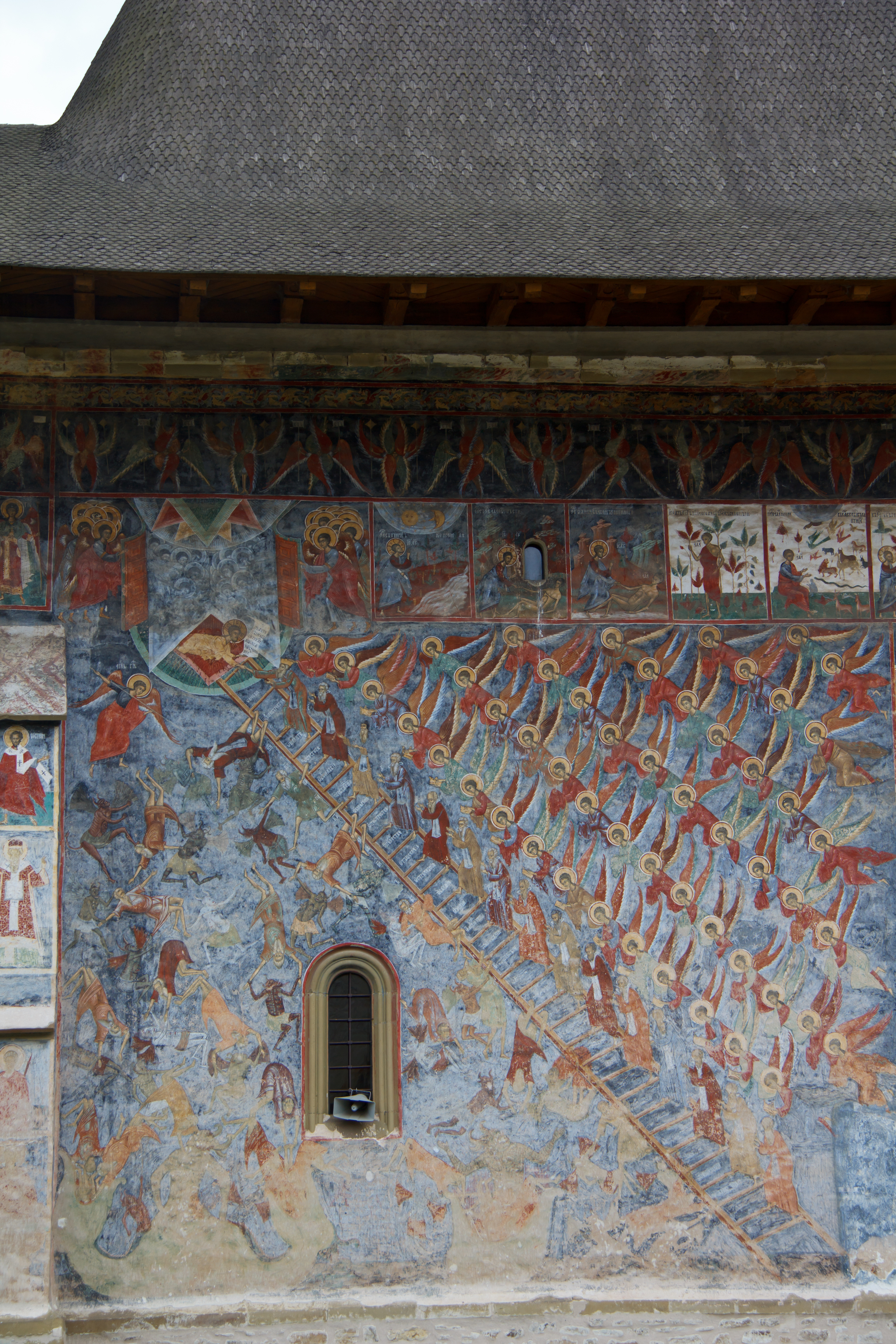
Fresco in het Klooster van Sucevița in Roemenië

De geestelijke ladder of De paradijsladder (Grieks: Klimax tou paradeisou) is een 7e-eeuws boek geschreven in het Grieks door de heilige Johannes Climacus. Het geldt als een topwerk van de Byzantijnse spiritualiteit. Johannes Climacus ('van de ladder') was een Griekssprekende, christelijke intellectueel die een ascetisch leven leidde als monnik.

## Inhoud
Het boek geeft het beeld van een ladder die tot de hemel rijkt. Deze symboliek is verwant met de jakobsladder uit het Bijbelboek Genesis. Deze ladder heeft dertig treden, naar analogie met de dertig levensjaren van Jezus voor zijn openbaar leven. De treden of levenswijsheden zijn opgedeeld in vijf reeksen:
Breuk met de wereld
1. trouw zijn aan je keuze,
2. vrij zijn
3. de woestijn ingaan
4. gehoorzaam zijn

Boete en gehoorzaamheid
1. boetvaardig zijn
2. denken aan je dood
3. verdriet kunnen hebben

Strijd tegen de hartstochten, waarbij elke trede is verbonden met een hoofdzonde en de tegenoverstaande deugd
1. niet kwaad worden en zachtmoedig zijn
2. kwaad kunnen vergeten
3. geen kwaad spreken
4. niet kletsen
5. oprecht zijn
6. nooit vertwijfeld raken
7. niet toegeven aan gulzigheid
8. kuis zijn
9. niet gierig zijn
10. arm willen zijn

De verleidingen van een ascetisch leven
1. bij jezelf komen
2. niet te veel toegeven aan slaap
3. alert zijn
4. niet bang zijn
5. niet op eer uit zijn
6. niet trots zijn
7. zacht  eenvoudig zijn, argeloos zijn en het kwaad niet zoeken
8. bescheiden zijn
9. onderscheid kunnen maken

De verheven stadia
1. innerlijk stil zijn
2. kunnen bidden
3. zich door niets in de war laten brengen
4. vol zijn van geloof, hoop en liefde.

## Invloed
De geestelijke ladder wordt nog steeds gelezen in oosters-orthodoxe kloosters, met name tijdens de vasten. Het was een geliefd thema in de schilderkunst in de oosters-orthodoxe landen. In West-Europa werd het boek redelijk laat in het Latijn vertaald en werd het bekend tijdens de contrareformatie. Het beïnvloedde de jonge trappistenorde. Paus Benedictus XVI toonde zich een groot bewonderaar van het boek.
Een Nederlandse vertaling van Paul Gilis verscheen in 2002.